# 욘 외이가르덴

욘 외이가르덴(노르웨이어: Jon Øigarden, 1971년 5월 31일 ~ )은 노르웨이의 배우이다.
오슬로에서 태어났다.

## 영화
- 7월 22일 (2018년)
- 더 웬디 이펙트 (2015년)
- 체이싱 베를루스코니 (2014년)
- 사라짐의 순서: 지옥행 제설차 (2014년) - 카르스텐 역
- 퍽 업 (2012년)
- 킹 커링 (2011년)
- 닌자: 작전명 영웅의 밤 (2010년)
- 약간은 신사 (2010년)
- 라피키: 영원한 우정 (2009년)
- 커트 턴즈 이블 (2008년)
- 마르스 & 비너스 (2007년)
- 페더젠 동지 (2006년)
- 소피의 세계 (1999년)